# Parafia Ducha Świętego w Maskacie
Parafia Ducha Świętego w Maskacie – rzymskokatolicka parafia znajdująca się w Maskacie, w dzielnicy Ghala, w wikariacie apostolskim Arabii Południowej, w Omanie. W parafii służy 3 kapłanów. Większość parafian to obcokrajowcy pracujący w Omanie.